# Brachytheciastrum
Brachytheciastrum ist eine Gattung der Laubmoose aus der Familie Brachytheciaceae.

## Merkmale
Moose dieser Gattung sind in der Regel kleine, kriechend bis aufrecht wachsende und verzweigte Pflanzen mit mehr oder weniger glatten Stämmchenblättern. Die Arten bilden normalerweise Antheridien und Archegonien an verschiedenen Ästen derselben Pflanze (autözisch).

## Systematik und Arten
Die Arten der Gattung Brachytheciastrum waren früher der Gattung Brachythecium zugeordnet. Nach der Systematik von Stech & Frey wurden 11 Arten zu Brachytheciastrum transferiert.
Im Gebiet von Deutschland, Österreich und der Schweiz sind drei Arten vertreten:
- Brachytheciastrum collinum
- Brachytheciastrum trachypodium
- Brachytheciastrum velutinum